# Clumsy (chanson d'Our Lady Peace)
Pour les articles homonymes, voir Clumsy (homonymie).
Clumsy est le deuxième single sorti par le groupe de rock alternatif Our Lady Peace dans leur deuxième album du même nom (en). Il a été l'un de leurs singles les plus connus, atteignant le # 1 dans le palmarès canadien des chansons.